# NoViolet Bulawayo

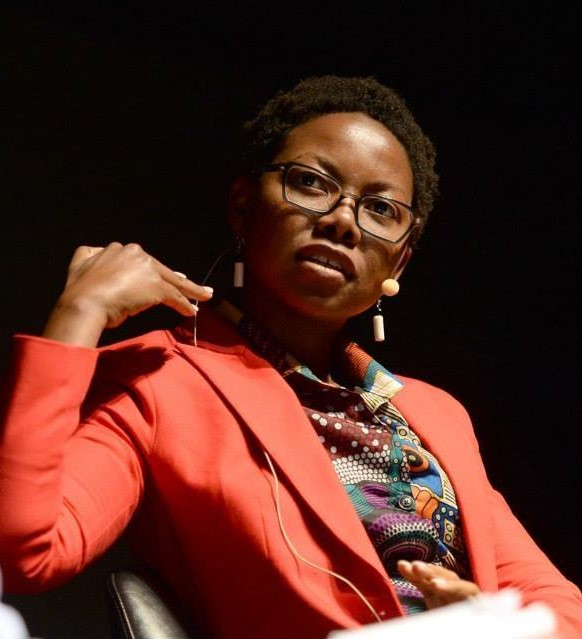
NoViolet Bulawayo (2019)

NoViolet Bulawayo (geboren 12. Oktober 1981 in Tsholotsho, Provinz Matabeleland North) ist eine simbabwische Schriftstellerin, die in den USA lebt.

## Leben
NoViolet Bulawayo ist als Elizabeth Zandile Tshele in Simbabwe geboren und wuchs bis zum 18. Lebensjahr in Bulawayo auf. Dann emigrierte sie zu ihrer Tante nach Detroit in die Vereinigten Staaten. Ihren Namen gab sie sich in Erinnerung an die Stadt, in der sie aufwuchs, und an ihre Mutter: „Mit Mutter zu Hause“. In den USA studierte sie Englisch und schloss ihr Studium mit dem Bachelor of Arts und dem Master of Arts ab. Im Anschluss daran machte sie einen MFA in Kreativem Schreiben an der Cornell University, wobei sie durch ein Stipendium als „Truman Capote Fellow“ unterstützt wurde. 2012 erhielt sie ein Stipendium als  „Wallace Stegner Fellow“ an der Stanford University.
Für ihre Kurzgeschichte Hitting Budapest (2010) erhielt sie 2011 den „Caine Prize for African Writing“. Für ihre Kurzgeschichte Snapshots (2009) war sie für den „South Africa PEN Studzinsi Award“ nominiert. Bulawayo wurde von der amerikanischen National Book Foundation auf Empfehlung von Junot Díaz unter die „5 under 35“ gewählt.  Ihr autobiografischer Roman We Need New Names stand 2013 auf der Shortlist des Man Booker Prize. Derselbe Roman erhielt 2014 den Hemingway Foundation PEN Award und kam in der deutschen Übersetzung 2015 auf die Shortlist des Berliner Internationalen Literaturpreis des Hauses der Kulturen der Welt.

## Werke
- Glory. Chatto & Windus, London 2022, ISBN 978-1-78474-430-4.
  - Glory. Suhrkamp, Berlin 2023, ISBN 978-3-518-43104-7, dt. von Jan Schönherr.
- We Need New Names. Chattoo, 2013, ISBN 978-0-316-23083-4
  - Wir brauchen neue Namen. Suhrkamp, Berlin 2014, ISBN 978-3-518-42451-3, dt. von Miriam Mandelkow[7]
- Snapshots, in: New writing from Africa. African Books Collective, Johnson & KingJames Books, 2009, ISBN 978-0-620-43428-7
  - Übers. Friederike Hofert, Martina Kollroß: Schnappschüsse, in Snapshots – Schnappschüsse. Stories from African Countries. Erzählungen aus afrikanischen Ländern. Reihe: Düsseldorf übersetzt. 8. Anthologie. Düsseldorf University Press DUP, 2017, S. 9–42 (zweisprachig engl.-dt.)
- Hitting Budapest, in The Caine Prize for African Writing, 2011, ISBN 978-1-906523-86-2

## Auszeichnungen
- 2010 Truman Capote Fellowship
- 2011 Caine Prize for African Writing  für ihre Kurzgeschichte Hitting Budapest[8][9]
- 2013 National Book Award[10]
- 2014 Hemingway Foundation PEN Award für We Need New Names

## Nominierungen
- 2013 Man Booker Prize für ihren Roman We Need New Names